# Casale (Albino)
Casale [kaˈzaːle] (Casàl [kaˈzal] in dialetto bergamasco) è una frazione del comune di Albino, in provincia di Bergamo.

## Geografia fisica

### Territorio

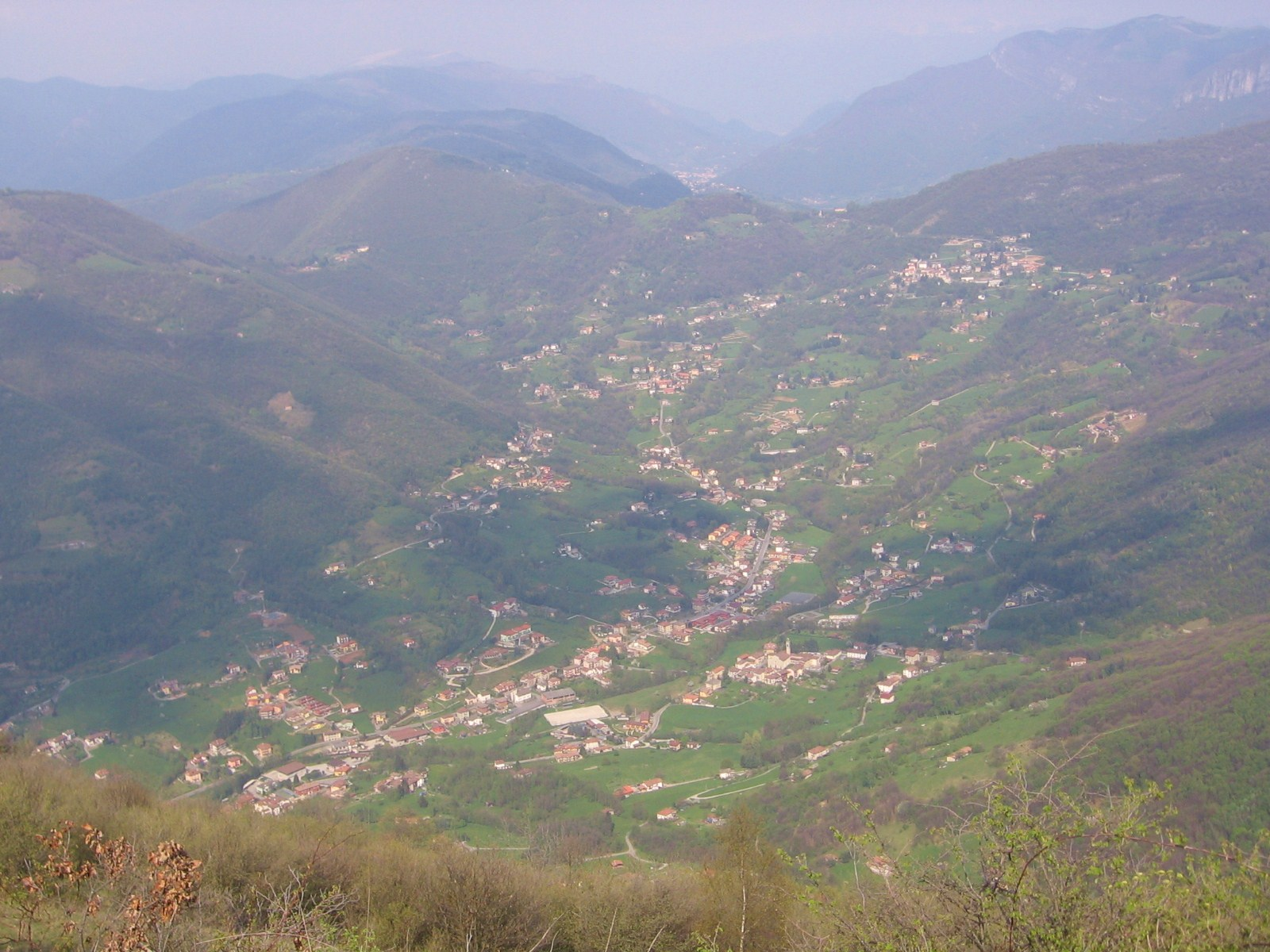
La valle del Lujo, con Casale nella parte più elevata

Il territorio della frazione si sviluppa in posizione panoramica nei pressi della testata della Valle del Lujo, tributaria da sinistra della val Seriana, nelle vicinanze del Colle Gallo, spartiacque con la val Cavallina.
Il nucleo abitativo, caratterizzato completamente da ambiente montano, si suddivide in numerose cascinali e contrade che mantengono ancora oggi tracce della propria tradizione rurale, con il piccolo centro raccolto attorno alla chiesa Parrocchiale del Sacro cuore, ad un'altezza di quasi 700 m s.l.m.
I confini che delimitano Casale sono dati ad Ovest da Abbazia, a Nord da Vall'Alta, tramite il monte Altinello, e da Dossello, mediante il corso del torrente Lujo; a Sud è invece il monte Misma con le sue propaggini a fungere da spartiacque con la val Cavallina ed i comuni di Trescore Balneario, Luzzana, Vigano San Martino e Casazza; ad Est il valico del Colle Gallo permette il collegamento con il vicino paese di Gaverina Terme tramite la SP 39, strada che attraversa tutta la valle del Lujo.

## Storia

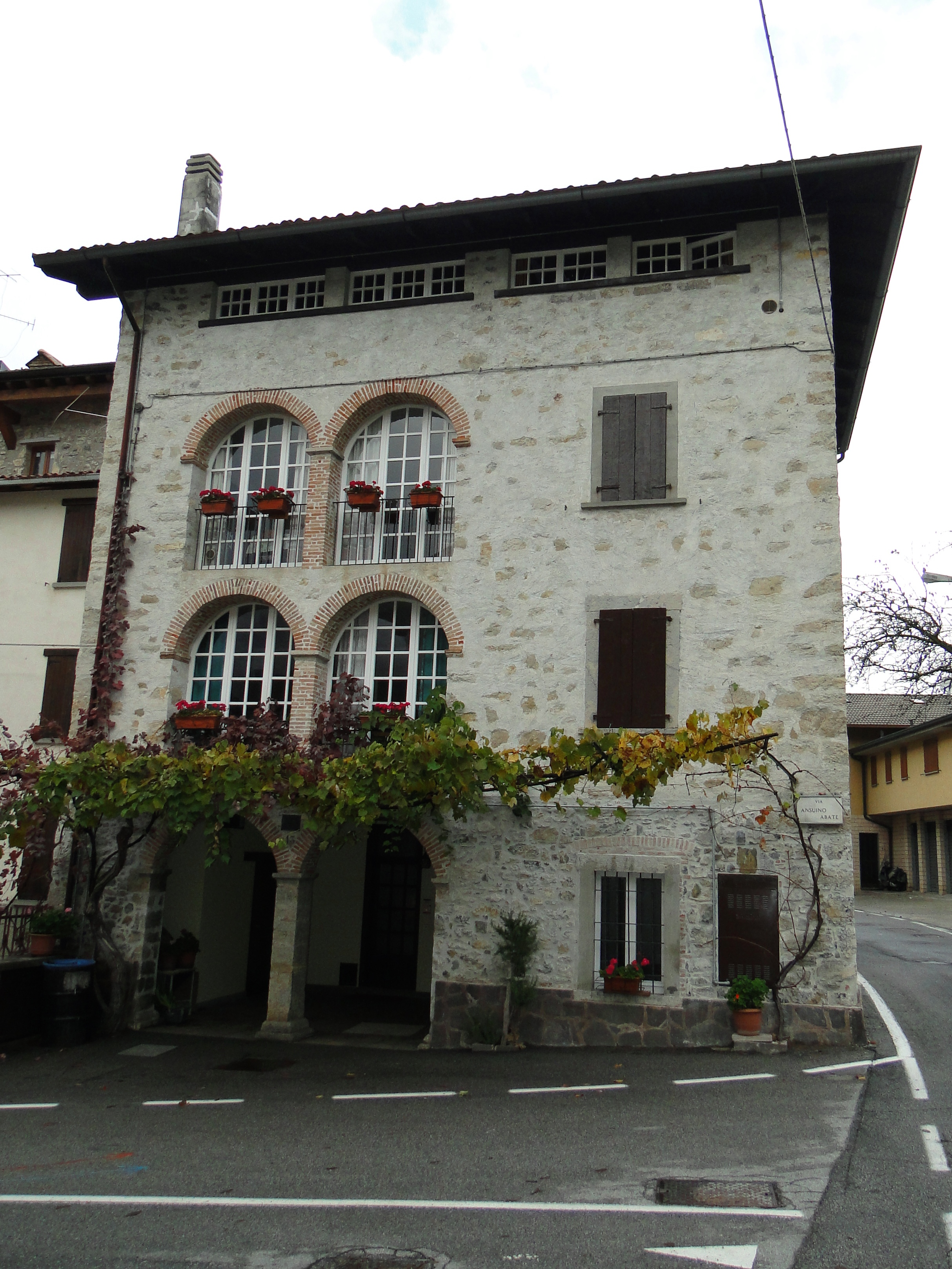
Edificio nel centro storico

Sul territorio di Casale sono stati rinvenuti numerosi reperti risalenti a differenti epoche. I più antichi riguardano resti di fauna pleistocenica, tra cui suini, pecore, cani, uno stambecco, un bue ed un orso (Ursus spelaeus), tutti rinvenuti nella grotta Coren Bus durante ricerche speleologiche effettuate nel 1938 e nel 1982. In essa inoltre sono emersi anche alcuni frammenti di selce, databili ad un periodo prossimo al X millennio a.C., che permettono di stabilire prime forme di presenza umana, nella fattispecie di gruppi di cacciatori che salivano d'estate dal fondovalle per cacciare.
Ma la principale scoperta è senza dubbio quella avvenuta nel 1990 durante gli scavi per la costruzione del campo sportivo in località Cap del Pir. In quell'occasione emersero resti di un insediamento stanziale neolitico, databile attorno al V millennio a.C., tra cui alcune capanne in legno e due pozzi per prelevare l'acqua direttamente dalla falda. Di questi ultimi, uno venne anche utilizzato come focolare, dettaglio che, tramite l'antracologia, ha permesso di stabilire la vegetazione e la situazione climatica presenti in quel tempo.
Altri ritrovamenti riguardano anche alcuni resti di un pugnale litico tipico della Cultura di Remedello, riconducibile all'Età del rame (periodo attorno al III millennio a.C.), e ad alcune ceramiche di periodo tardo-romano, rinvenute nella Buca delle capre, databili attorno al IV-V secolo a.C..

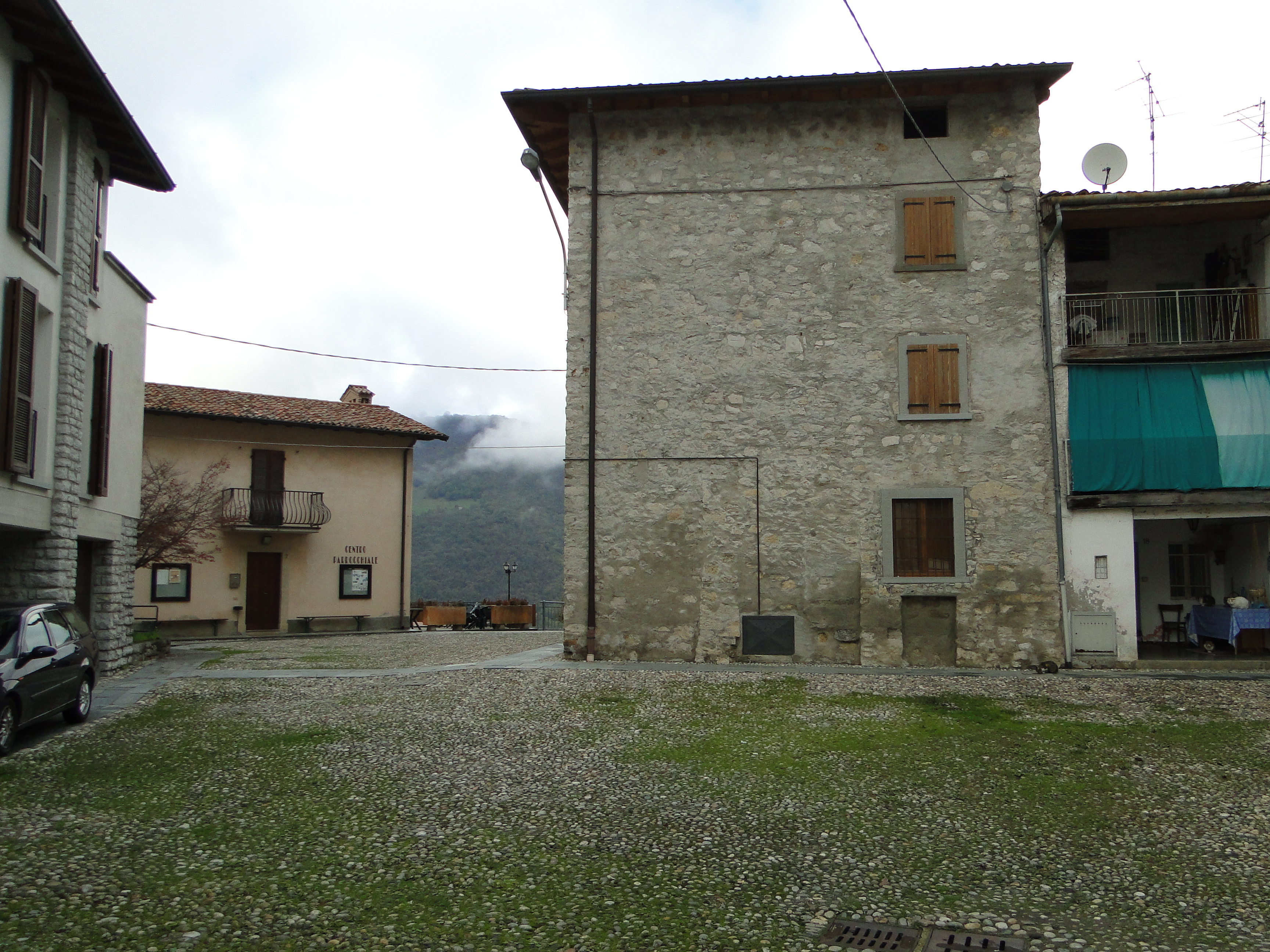
Piazzetta nel centro storico

In epoca medievale cominciarono a svilupparsi i primi insediamenti stanziali, come testimoniato dal nome stesso della frazione che indica difatti una particolare forma di organizzazione fondiaria e della proprietà tipica di quel periodo. A tal riguardo, altri esempi simili si trovano nella pianura padana lombarda, specialmente in provincia di Cremona (ad esempio Casalmaggiore, Casale Cremasco Casalmorano e Casalbuttano), in zone coperte da foresta.
Doveva trattarsi di un gruppo di poderi affittati a contadini liberi che, quindi esenti da corvées, poteva dedicare il proprio tempo libero a disboscare e creare nuovi terreni agricoli. 
Il disboscamento riguardava piccoli appezzamenti di terra, con le abitazioni raggruppate in un nucleo risalente ad un periodo compreso tra l'VIII ed il IX secolo.
La comunità fondatrice proveniva dal paese di Albino, come testimoniato dalle decime su queste terre riscosse dalla chiesa di San Giuliano.
Attorno all'XI secolo Casale era l'unico centro abitato di tutta la valle del Lujo, anche se le dimensioni del nucleo abitativo dovevano essere molto limitate, dal momento che nella cartina dei nuclei storici anteriori all'anno 1000, stilata da Elia Fornoni e riportata da Bortolo Belotti nella Storia di Bergamo e dei bergamaschi, non è fatta alcuna menzione di centri abitati in tutta la valle, che in quel tempo veniva descritta come zona ricoperta da "boscaglia fitta e scura",
Il momento cruciale per lo sviluppo del borgo si ebbe nella prima parte del XII secolo, quando il Vescovo di Bergamo volle istituire un monastero poco più a valle di Casale.
Questa abbazia, denominato come San Benedetto in Vallalta (essendo in quel tempo la valle del Lujo identificata come Vallalta, per via della sua posizione elevata rispetto alla val Seriana), incluse Casale nei propri domini.
Pochi anni dopo la fondazione della stessa, Casale si trovò, suo malgrado, al centro di rivendicazioni territoriali da parte di Beltramo Ficieni, Signore del paese di Terzo. Questo, nel 1173, pretese dall'Abbazia il possesso di Casale e delle vicine località di Gavazuolo e Cereto, in quanto lavorate da contadini residenti nel borgo di Piano, posto nei domini del Ficieni stesso. 

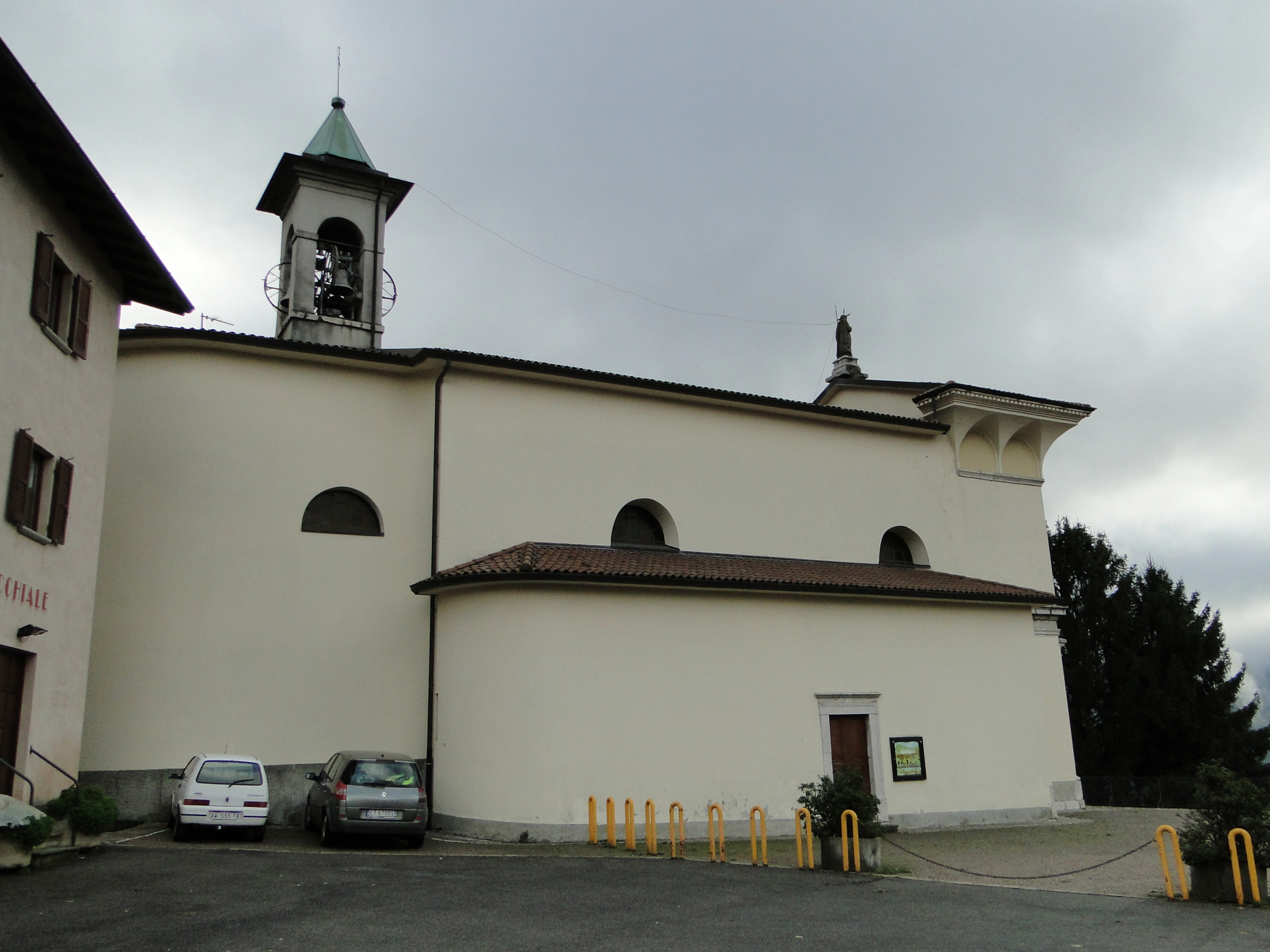
La chiesa parrocchiale del Sacro Cuore di Gesù

La questione fu risolta l'anno successivo grazie all'intervento del vescovo, il quale agì affinché i signori di Terzo donassero all'abbazia la comunità di Piano, di modo che gli abitanti, che con il loro lavoro nei campi presso Casale (per lo più castagneti e vitigni) garantivano la sussistenza all'abbazia stessa, facessero riferimento ad un'unica autorità.
Nell'anno 1350 tra Casale e Gavazuolo risiedevano venti famiglie (appartenenti ai nuclei dei Mozzii, Duroni e Valli) che, provenienti da Gaverina, mantenevano rapporti con il paese di origine, in alcune occasioni anche ricoprendo cariche pubbliche.
Questo legame fece sì che gli abitanti stessi spingessero per separarsi dai possedimenti dell'abbazia: a tal riguardo negli Statuti della città di Bergamo del 1391, Casale viene difatti indicato come comune autonomo, aggregato in seguito a Gaverina.
Tuttavia dopo pochi anni il borgo rientrò nei “Beni dell'Abbazia di San Benedetto”, in quella che venne definita una sorta di terra separata, di proprietà della Sede Apostolica, nei domini della Repubblica di Venezia e rimanendovi legato per secoli, anche dopo la soppressione dell'abbazia stessa, avvenuta nel 1792.
Con l'arrivo degli austriaci, che instaurarono il Regno Lombardo-Veneto, il territorio fu interessato da una riorganizzazione amministrativa che lo vide essere accorpato nel 1817 al comune di Vall'Alta e cinque anni più tardi, in via definitiva, ad Albino.
Per contro arrivò l'autonomia in ambito religioso, che permise l'istituzione della nuova parrocchia del Sacro Cuore di Gesù nell'anno 1912.

## Luoghi d'interesse

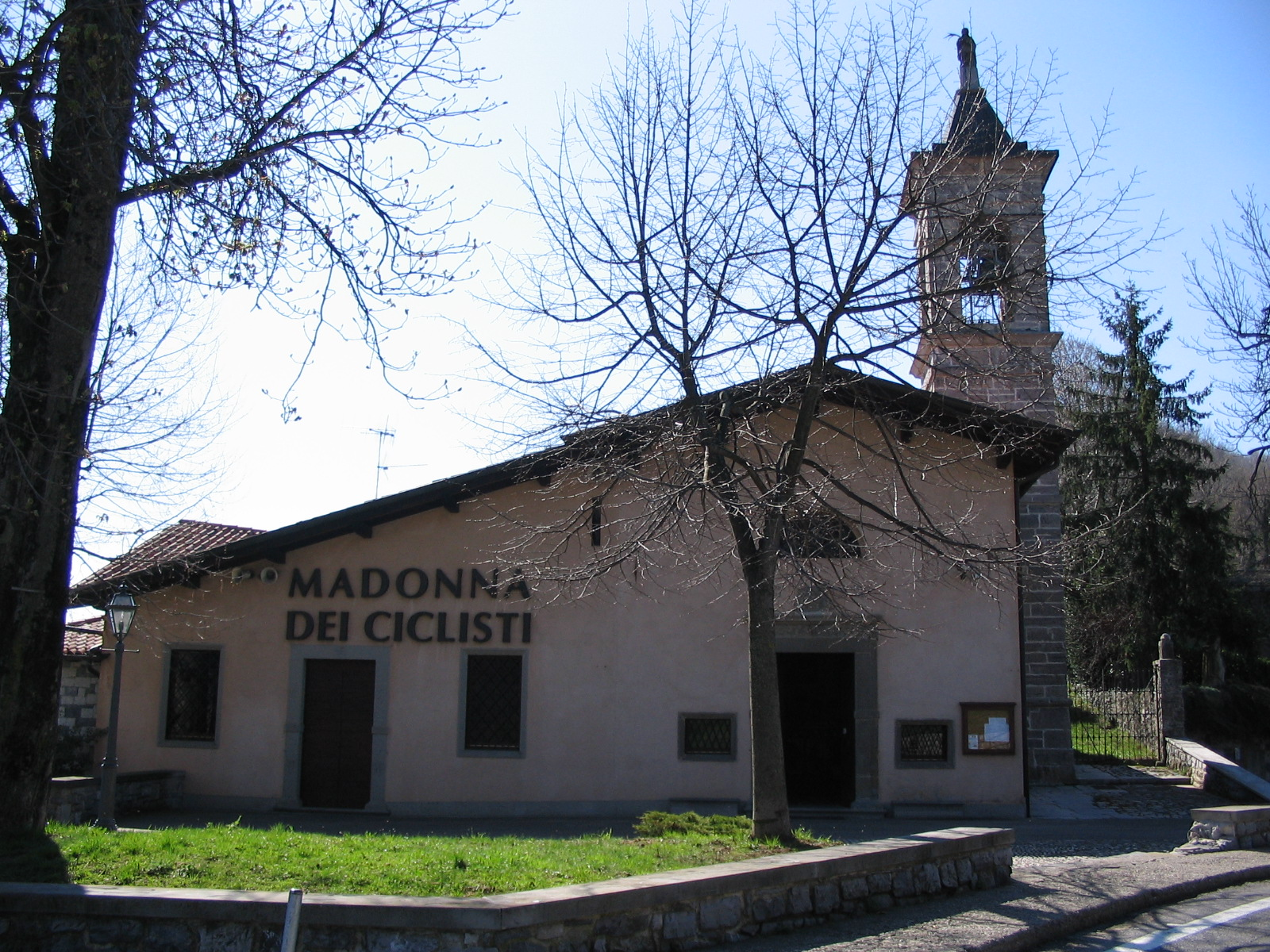
Il santuario dei ciclisti presso il Colle Gallo

Per quanto riguarda l'architettura religiosa, merita menzione la chiesa parrocchiale, dedicata al Sacro Cuore di Gesù.
Edificata nel 1850 come una sorta di ricompensa per gli abitanti che avevano contribuito finanziariamente alla ristrutturazione dell'Abbazia di S. Benedetto, venne ampliata una prima volta nel 1873.
Inizialmente considerata come chiesa sussidiaria della parrocchia di San Benedetto in Abbazia, venne elevata a Parrocchia nel 1912, in concomitanza del termine dei lavori di ristrutturazione che, coordinati da Luigi Angelini, le diedero le forme attuali.
Questa, che possiede uno stile romanico-lombardo con richiami di barocco, custodisce al proprio interno le reliquie di Sant’Alessandro, sant'Innocente e San Narno, unitamente alle decorazioni di Mauro Pellicioli e Romeo Bonomelli.
Tuttavia Casale è notevolmente conosciuto, anche al di fuori dei confini provinciali, per le castagne che si possono raccogliere sul suo territorio. A tal riguardo questo piccolo borgo può fregiarsi del titolo di patria dei “biligòcc”, un particolare tipo di castagna essiccata ed affumicata che dal 2007 è tutelata dal marchio di qualità, con la caratteristica sagra che si svolge la prima domenica di febbraio. Nel centro del paese, in una piccola piazzetta, si trova la “Casa Nicoli”, conosciuta anche come “casa dei biligòcc” dove secondo la tradizione è stato inventato questo piatto.

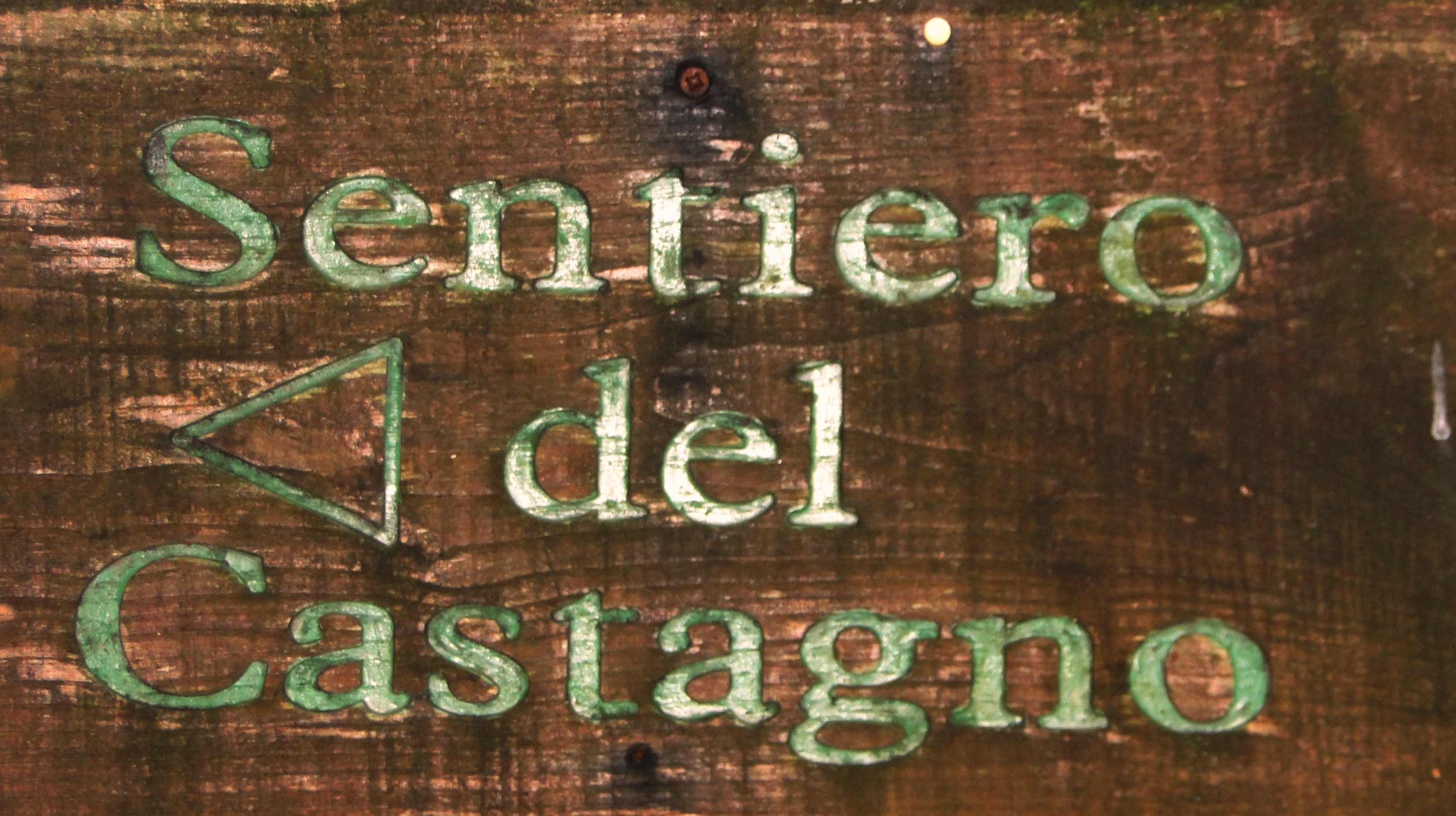
Pannello del sentiero del castagno

A breve distanza si trova il museo etnografico “Valle del Lujo” che, istituito nel 1995 grazie ad una sinergia tra gruppi culturali ed istituzioni, si prefigge l'obiettivo di conservare la memoria delle tradizioni rurali della piccola valle. Aperto tutte le domeniche mattina, presenta strumenti di lavoro di contadini, allevatori, minatori, carbonai ed artigiani, ma anche testi e documenti.
Le castagne sono presenti anche in numerose altre attrazioni e tradizioni: oltre alla “sagra delle böröle” (castagne abbrustolite) che si svolge in ottobre, molto conosciuto è il “sentiero del castagno”, un sentiero didattico che si snoda nei boschi limitrofi toccando castagneti di notevole interesse che offrono decine di varietà di castagne.
Numerosi sono gli altri itinerari che si intersecano nei boschi circostanti raggiungendo località quali “Faisecco” (in comune di Gaverina), il bosco “Fellongo” (di notevole importanza storica in quanto già sfruttato in epoca medievale), la “pozza di Misma”, posta presso lo spartiacque con la val Cavallina, da cui in breve si giunge alla Chiesa di Santa Maria del Misma  ed il vicino borgo di Abbazia.
Infine, presso il colle Gallo, appena dopo il confine amministrativo con Gaverina, si trova il piccolo santuario dei ciclisti, meta di numerosi appassionati della due ruote.